# Олсуф'єв Захар Дмитрович
Олсуф'єв Захар Дмитрович (24 березня 1772, село Гориці, Тверська губернія, Російська імперія — 20 березня 1835, Москва, Російська імперія) — російський генерал-лейтенант (1807), учасник наполеонівських воєн. 

## Біографія
Народився у дворянській родині. В армії служив з 1786 року. З 1786 року служив прапорщиком у Лейб-гвардії Ізмайловському полку, брав участь у російсько-шведській війні 1788-1790 років. З 1795 — капітан, з 1797 — полковник. З 8 квітня 1798 року — генерал-майор, шеф Брянського піхотного полку. З 1801 року — шеф Виборзького мушкетерного полку. За Павла І недовго перебував у відставці, але за Олександра І відновився по службі. 
Активний учасник наполеонівських воєн. У 1805 році брав участь в битві під Аустерліцем, за що отримав орден Святої Анни 2-го ступеня. У битві при Прейсіш-Ейлау у лютому 1807 року був важко поранений, за мужність і героїзм був нагороджений орденом Святого Володимира 3-го ступеня. Виграв бій під Гейльсбергом у травні 1807 року, за що отримав золоту шаблю «За хоробрість» від Олександра І та прусський орден Червоного орла 1-го ступеня. Із 30 серпня 1807 року — генерал-лейтенант, командир 22-ї піхотної дивізії. Брав участь у російсько-турецькій війні 1806-1812 років. 
На початку російсько-французької війни 1812 року командував 17-ю піхотною дивізією 1-ї Західної армії. Брав участь у Бородінській битві. Під час Тарутинської битви очолив 2-й піхотний корпус. 
Під час Війни шостої коаліції командував 9-м російським піхотним корпусом у складі Сілезької армії прусського генерала Блюхера. Корпус Олсуф'єва поніс величезні втрати під час битви під Брієнном наприкінці січня 1814 року, а у битві при Шампобері 10 лютого 1814 року взагалі був знищений французами. Олсуф'єв потрапив у полон, де перебував до кінця війни. 
Після війни Олсуф'єв знову командував 17-ю піхотною дивізією, але в 1821 році генерала розбив параліч і він був вимушений піти у відставку. Жив і помер у Москві. Був похований у родовому маєтку в селі Гориці. Склеп був зруйнований більшовиками у 1920-ті роки.

## Вищі військові звання
- Генерал-майор (8 квітня 1798)
- Генерал-лейтенант (30 серпня 1807)

## Нагороди
Був нагороджений орденами Святого Георгія 4-го ступеня, Святого Володимира 3-го ступеня, Святої Анни 2-го ступеня, медалями, прусським орденом Червоного орла 1-го ступеня. 